# Inscriptiones Latinae Christianae Veteres
Die Inscriptiones Latinae Christianae Veteres (abgekürzt ILCV) sind ein Corpus lateinischer christlicher Inschriften aus der Antike.
Die von dem Philologen und Epigraphiker Ernst Diehl herausgegebene Sammlung erschien in drei Bänden zwischen 1925 und 1931. Sie wurden mehrmals nachgedruckt, da sie durch keine neuere Zusammenstellung ersetzt sind. Jacques Moreau und Henri-Irénée Marrou gaben einen vierten Band heraus, der neben Nachträgen ein Register der Gedichtanfänge und Konkordanzen mit anderen Ausgaben enthält und 1967 erschien.

## Ausgaben
- Inscriptiones Latinae Christianae Veteres. Bd. 1. Weidmann, Berlin 1924/1925. Bd. 2. 1925/1927. Bd. 3. 1931. Bd. 4. Supplementum. 1967. Mehrere Nachdrucke. (digitale Ausgabe der Bd. 1-3)